# Crotaphopeltis tornieri
Crotaphopeltis tornieri — вид  змій родини вужеві (Colubridae).

## Поширення
Вид поширений на півночі Малаві та у Танзанії. Зустрічається у горах Усамбара, Улугуру, Рунгве.

## Етимологія
Вид названий на честь німецького зоолога та палеонтолога Густава Торніра (Gustav Tornier, 1858-1938).